# Забаґне (Білобжезький повіт)
Забаґне (пол. Zabagnie) — село в Польщі, у гміні Стромець Білобжезького повіту Мазовецького воєводства.
Населення — 33 особи (2011).
У 1975-1998 роках село належало до Радомського воєводства.

## Демографія
Демографічна структура станом на 31 березня 2011 року:
|          | Загалом | Допрацездатний вік | Працездатний вік | Постпрацездатний вік |
| -------- | ------- | ------------------ | ---------------- | -------------------- |
| Чоловіки | 18      | 2                  | 13               | 3                    |
| Жінки    | 15      | 5                  | 6                | 4                    |
| Разом    | 33      | 7                  | 19               | 7                    |